# سكوت جيميل
سكوت جيميل (بالإنجليزية: Scot Gemmill)‏ مواليد 2 يناير 1971 في إسكتلندا، هو لاعب كرة قدم إسكتلندي دولي سابق كان يلعب كلاعب وسط. سبق له أن لعب في كأس العالم لكرة القدم 1998 مع منتخب بلاده. لعب خلال مسيرته 387 مباراة سجل خلالها 27 هدفاً.

## مرحلة الشباب

### أندية لعب لها
- نوتينغهام فورست

## المسيرة الاحترافية

### أندية لعب لها
- نوتينغهام فورست
- نادي إيفرتون
- بريستون نورث ايند
- ليستر سيتي

## وصلات خارجية
- الموقع%20الرسمي

## روابط خارجية
- سكوت جيميل على موقع الاتحاد الدولي (مؤرشف)  (الإنجليزية)
- سكوت جيميل على موقع الاتحاد الإسكتلندي (الإنجليزية)
- سكوت جيميل على موقع قاعدة بيانات كرة القدم.إي يو (الإنجليزية)
- سكوت جيميل على موقع ناشيونال فوتبول تيمز (الإنجليزية)
- سكوت جيميل على موقع Soccerbase.com (لاعب) (الإنجليزية)
- سكوت جيميل على موقع عالم كرة القدم.نت (الإنجليزية)